# Temple (twierdza)

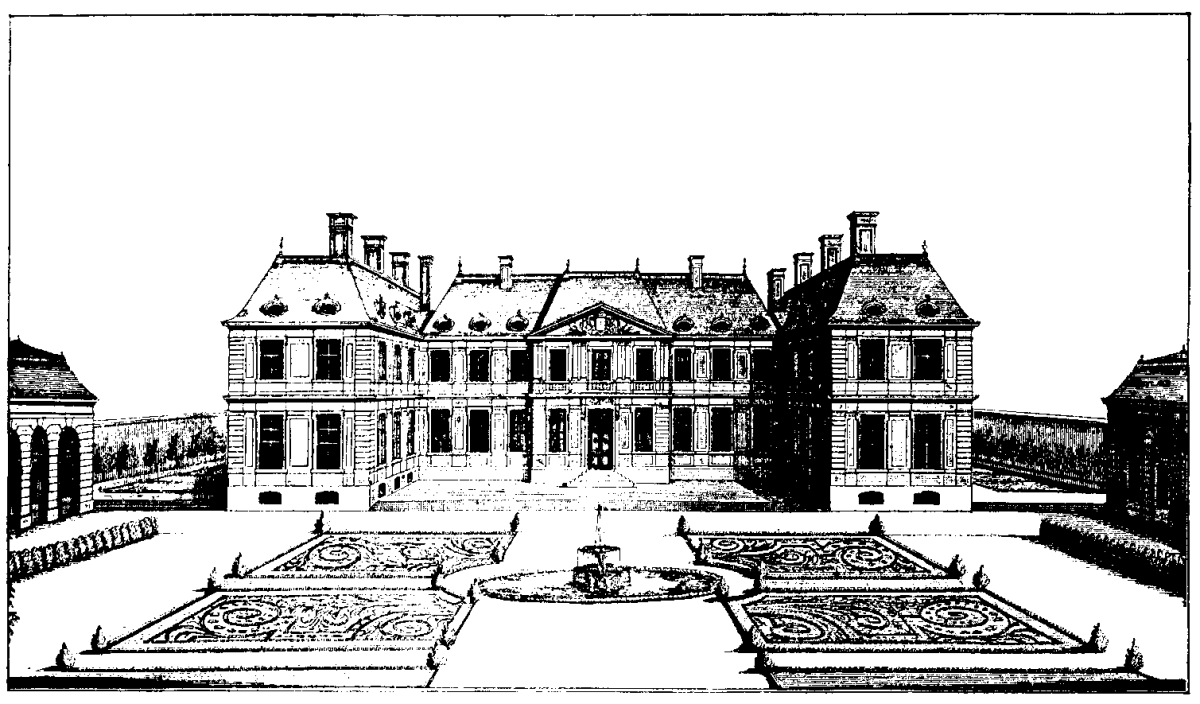
Fasada dobudowanego pałacyku

Temple – średniowieczna forteca zakonu templariuszy, położona w centrum Paryża (w dzielnicy Le Marais).
Została wybudowana w 1240 roku, za panowania króla Ludwika IX Świętego. Filip IV Piękny więził tu ostatniego wielkiego mistrza zakonu, Jacques'a de Molay, i innych templariuszy. Po rozwiązaniu zakonu, Temple, podobnie jak inne twierdze we Francji, dostała się w ręce królewskie – stała się kolejną rezydencją królewską w Paryżu.

## Rezydencja królewska
W XIV wieku twierdzę podarował na rezydencję królowej-wdowie Klemencji Węgierskiej, król Filip V Długi (w zamian za zamek Vincennes, który królowa dostała w testamencie od swojego męża Ludwika X). Klemencja zmarła w Temple 12 października 1328 roku i twierdza ponownie przeszła w ręce królewskie.
W XVIII wieku do średniowiecznych fortyfikacji dobudowano niewielki pałacyk i w Temple zamieszkali m.in.: Ludwik Franciszek I de Bourbon, książę de Conti, a później Ludwik Antoni Burbon, syn Karola, hrabiego d'Artois.
Odbywały się tutaj różnego rodzaju wydarzenia kulturalne. Między innymi w wielkiej sali Temple koncert dali osiemnastoletni Wolfgang Amadeus Mozart i jego starsza siostra – Maria Anna Mozart (uwiecznione to zostało na obrazie Wieczór u księcia de Conti).

## Czasy rewolucji francuskiej

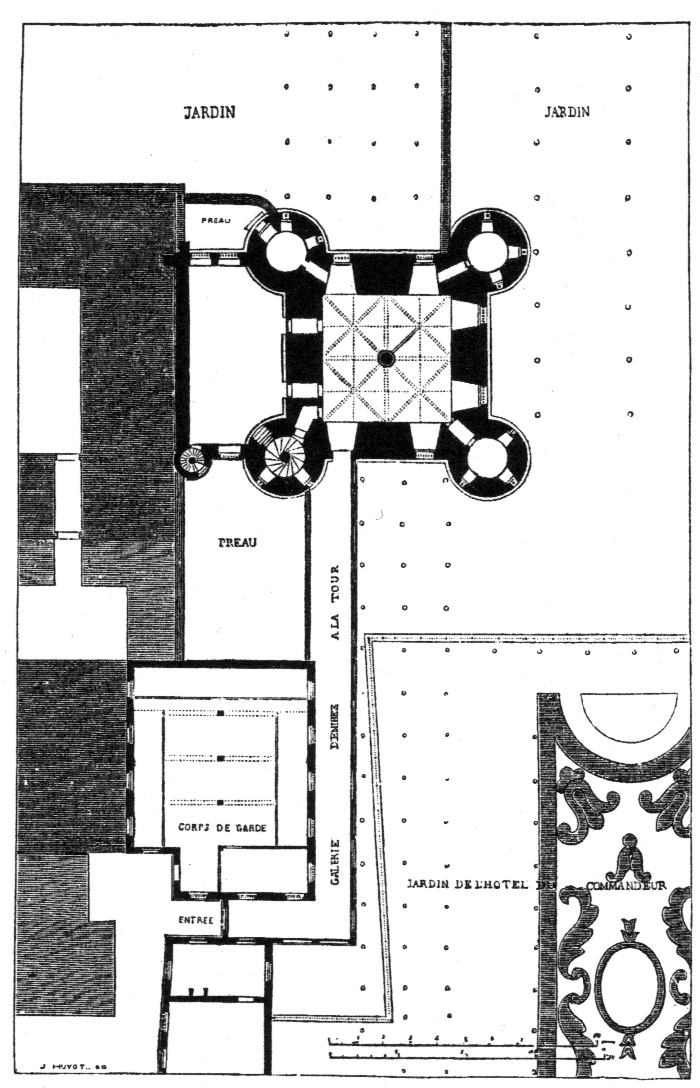
Plan parteru wieży Temple

Podczas rewolucji francuskiej Temple została przekształcona w więzienie polityczne. Stało się ono nawet więzieniem samej rodziny królewskiej. Byli tu przetrzymywani między innymi:
- król Ludwik XVI – opuścił Temple 21 stycznia 1793 roku i został zgilotynowany na Placu Rewolucji;
- królowa Maria Antonina – opuściła Temple 1 sierpnia 1793 roku i trafiła do Conciergerie, następnie została zgilotynowana;
- Elżbieta Burbon – spędziła w Temple 21 miesięcy, 9 maja 1794 roku została zabrana do Conciergerie i zgilotynowana następnego dnia;
- Ludwik XVII – syn Ludwika XVI, zmarł w Temple 8 czerwca 1795 roku, w wieku zaledwie 10 lat;
- Maria Teresa Charlotta Burbon – córka Ludwika XVI, spędziła w Temple ponad 3 lata, następnie została skazana na wygnanie.

## Po rewolucji francuskiej
W 1808 roku Temple stało się miejscem pielgrzymek rojalistów pragnących powrotu monarchii. Cesarz Napoleon Bonaparte rozkazał zburzyć wieżę, co zajęło całe 2 lata. Dzisiaj na miejscu twierdzy znajduje się zielony skwer (franc. Square du Temple) z krytym targiem (Carreau du Temple), a w pobliżu jest stacja trzeciej linii metra – Temple.